# Martin a Venuše
Martin a Venuše je český film režiséra Jiřího Chlumského z roku 2013.

## Výroba
Natáčení probíhalo v Praze na podzim roku 2012.
Hudbu k filmu složil Michal Hrůza. V písničkách Venuše a Duše do vesmíru s ním zpívá také Klára Vytisková.

## Obsazení
| Marek Taclík            | Martin               |
| Kristýna Liška Boková   | Vendula              |
| Ľubomír Paulovič        | Martinův otec Arnošt |
| Tomáš Hanák             | šéf Ivan             |
| Jan Budař               | Aleš                 |
| Tomáš Matonoha          | Horák                |
| Zuzana Stivínová mladší | Linda                |
| Tereza Chlebovská       |                      |
| Nikol Moravcová         |                      |
| David Kraus             | Daniel               |
| Kitty Hart              | Lenka                |
| Ella Dvořáková          | Johanka              |
| Ester Geislerová        | Ivana                |
| Věra Křesadlová         | Staňková             |

## Vývoj návštěvnosti v českých kinech
| Týden | Od – do                        | Diváků  | Tržby (Kč) |
| ----- | ------------------------------ | ------- | ---------- |
| 1.    | 4. březen – 10. březen 2013    | 27 278  | 3 940 719  |
| 2.    | 11. březen – 17. březen 2013   | 56 166  | 7 690 040  |
| 3.    | 18. březen – 24. březen 2013   | 74 543  | 10 087 323 |
| 4.    | 25. březen – 31. březen 2013   | 88 484  | 11 954 849 |
| 5.    | 1. duben – 7. duben 2013       | 100 118 | 13 480 553 |
| 18.   | 1. červenec – 7. červenec 2013 | 126 304 | 16 407 244 |

Údaje o divácích a tržbách jsou uvedeny kumulativně, zdrojem jsou data převzatá ze stránek Unie filmových distributorů.
Film v roce 2013 v českých kinech vidělo 135 573 diváků.

## Recenze
- František Fuka, FFFilm 3. března 2013
- Mirka Spáčilová, iDNES.cz 7. března 2013
- Alena Prokopová, 10. března 2013